# ハーリド・アブドゥルアズィーズ・アル＝ファーリハ

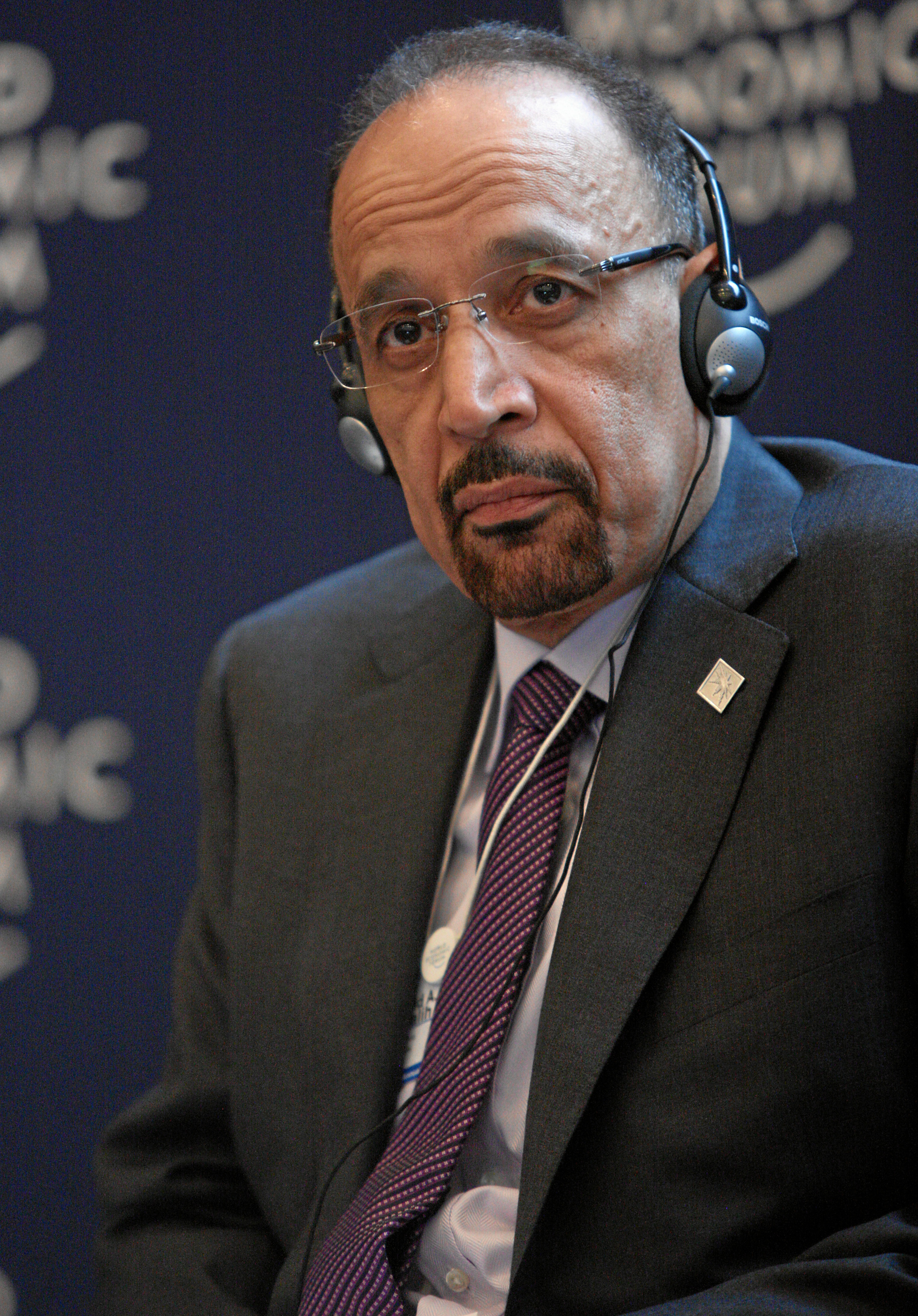
2012年度のダボス会議にて。

ハーリド・アブドゥルアズィーズ・アル＝ファーリハ（アラビア語: خالد الفالح Ḫālid al-Fāliḥ 1960年 - ）は、サウジアラビア王国の実業家。同国の保健大臣、エネルギー・産業・鉱物大臣（現・エネルギー大臣）、サウジアラムコ会長、CEOを歴任した。

## 来歴

### 幼少期と教育
アル＝ファーリハは1960年にリヤドに生まれ、ダンマームで育った。テキサスA&M大学 に学び、機械工学科を1982年に卒業。その後MBAをキングファハド大学の石油-鉱物で1991年に取得した。

### サウジアラムコ時代：1979-2008
1979年にサウジアラムコ入社。数年間を経て、管理職に登用される。1992年に、コンサルティングサービス部（CSD）に配属された。その後、機械設計システム部門を中心に、複数の技術部門の管理職に従事し、1995年1月にCSDのマネージャーとなる。1995年後半にRas Tanura製油所の保全部門のマネージャーとなり、1998年に事業分析部門のマネージャーとなる。
1999年7月、サウジアラムコとフィリピン国営石油会社との合弁事業であるペトロン株式会社の社長に就任。2000年に帰国して、サウジアラムコ上流ガス事業の研究チームの副会長となり、その後、2001年5月にガス事業の開発調整担当の副社長に就任。サウジアラビアのガス・イニシアチブを繋ぐ国際的石油会社 (IOCs)その他の主要な国営石油会社 (Noc)との交渉役として重要な役割を果たす。最終的に次の4つの合弁事業に結実した。南ルブア アル・ハーリー社(SPAK)、ルクサール・エナジー、シノ・サウディ・ガス、EniRepSaガス  。
2004年10月、サウジアラムコ社の取締役に就任。同時に、サウジアラムコと シェル、Total社との合弁事業である南ルブア アル・ハーリー社(SPAK)の取締役会長にも就任した。

### サウジアラムコのCEO：2009-2015
2008年11月、 当時のサウジアラムコの社長兼CEOであったアブドッラー ジュムアが退任。操業担当の副社長であったアル＝ファーリハが後を継いで2009年1月より、社長兼CEOに就任した。

### エネルギー・産業・鉱物資源大臣：2016-2019
2016年5月、引退したアリー・アン＝ヌアイミーの後を継いでエネルギー・産業・鉱物資源大臣に就任。勅令により、「石油省」から「エネルギー・産業・鉱物資源省」への名称変更も行われ、さらに電力省も吸収した 同時にアル＝ファーリハはサウジアラムコの取締役会会長の職位も保持した。
しかし2019年8月にエネルギー・産業・鉱物資源省はエネルギー省と産業・鉱物資源省に分離され、産業政策の担当から外れる。9月にはサウジアラムコ会長から解任され、9月8日にエネルギー大臣からも解任されたことが国営放送で発表された。

## 人物
現在、ダーラン在住。サウジアラビア人のDr ナジャーハ・アル＝ガラウィー夫人と、娘二人、息子二人をもつ。

## 社会活動および他の役職
アル＝ファーリハは多くの社会的な活動に参加している。 さらに、 ダンマーム市の市政評議会の会長、村協議会です。 彼の役員その他のコミュニティ重視の組織は、技術-職業訓練法人の「女性のための小規模事業支援のプリンス スルタンビン-アブドゥルアズィーズ基金」、「障害者のための東部州協会」 などの理事も務めている。
さらに、 アブドッラー国王科学技術大学 の創設者の一員として、信託理事会の 理事も務めている。 また、米国-サウジアラビア・ビジネス協議会の理事、 JPモルガン 国際評議会のメンバーでもある。